# Platypalpus croatiensis
Platypalpus croatiensis är en tvåvingeart som beskrevs av Patrick Grootaert och Chvala 1992. Platypalpus croatiensis ingår i släktet Platypalpus och familjen puckeldansflugor. Inga underarter finns listade i Catalogue of Life.